# Torneos Relámpagos Fútbol de Costa Rica
Los torneos relámpagos del fútbol costarricense, fueron mini campeonatos con partidos de corta duración (20 o 30 minutos), que se realizaban previo al inicio del Campeonato Nacional (un fin de semana antes del inicio) y eran organizados por la Federación Costarricense de Fútbol. El primer torneo se efectuó en 1944 y se realizó todos los años hasta 1951; después de ese año el certarmen se volvió a jugar hasta 1957. Se organizaron tres torneos más en los años 1962, 1975 y el último en 1981 ganado por el Municipal Puntarenas.

## Campeones
| Año  | Campeón                    |
| ---- | -------------------------- |
| 1944 | Liga Deportiva Alajuelense |
| 1945 | Liga Deportiva Alajuelense |
| 1946 | Club Sport Herediano       |
| 1947 | Club Sport Herediano       |
| 1948 | Orión F.C.                 |
| 1949 | Deportivo Saprissa         |
| 1950 | Orión F.C.                 |
| 1951 | Orión F.C.                 |
| 1957 | Deportivo Saprissa         |
| 1962 | Orión F.C.                 |
| 1975 | Club Sport Cartaginés      |
| 1981 | Municipal Puntarenas       |

## Títulos por club
| Club                       | Campeón |
| -------------------------- | ------- |
| Orión F.C.                 | 4       |
| Liga Deportiva Alajuelense | 2       |
| Club Sport Herediano       | 2       |
| Deportivo Saprissa         | 2       |
| Club Sport Cartaginés      | 1       |
| Municipal Puntarenas       | 1       |